# Глазков, Василий Андреевич
Васи́лий Андре́евич Глазков (1 (14) января 1901 год, село Вердеревщино, Тамбовская губерния — 8 сентября 1942, в районе Верхней Ельшанки, Сталинградская область) — советский военный деятель, Генерал-майор (1942 год).

## Биография
Василий Андреевич Глазков родился 1 января 1901 года в селе Вердеревщино (ныне Бондарского района Тамбовской области). Русский.
В Красной Армии с 1920 года. Участник Гражданской войны в России. Красноармейцем и помощником командира взвода участвовал в боях против войск генерала П. Н. Врангеля и вооружённых формирований Н. И. Махно.
В 1922 году окончил 54-е пехотные командные курсы в г. Махачкале, затем проходил службу в СКВО. В 1925 году окончил повторное отделение при 17-й Владикавказской пехотной школе. В начале 1930 года направлен в 12-ю стрелковую дивизию Сибирского военного округа, где последовательно занимал должности командира и политрука роты, начальника полковой школы, начальника штаба учебного батальона, командира батальона.
В 1935 году окончил парашютно-десантные курсы ЛВО и продолжил командовать батальоном в 12-й стрелковой дивизии. Летом 1936 года назначен командиром батальона 3-го авиадесантного полка ОКДВА. С мая 1938 года — командир 5-го авиадесантного полка этой же армии. С октября 1938 года и. д. командира 211-й воздушно-десантной бригады в составе 1-й Отдельной Краснознамённой армии.
Начало Великой Отечественной войны встретил в той же должности. В октябре 1941 года был назначен командиром формируемого в ПриВО 8-го воздушно-десантного корпуса. После завершения формирования соединения и части корпуса занимались боевой подготовкой. 19 января 1942 года ему присвоено воинское звание «генерал-майор». В первых числах августа 1942 года на базе корпуса была сформирована 35-я гвардейская стрелковая дивизия, командиром которой был назначен В. А. Глазков. Вскоре дивизия была направлена на фронт, где приняла участие в Сталинградской битве. 17 августа дивизия вошла в состав 62-й армии Сталинградского фронта. С 18 августа дивизия под командованием генерал-майора В. А. Глазкова несколько суток вела тяжёлые оборонительные бои в районе Котлубань. 23 августа части дивизии в результате наступательного боя овладели рубежом Большая Россошка, Малая Россошка, хутором Власовка, заняли оборону и до 2 сентября вели тяжёлые бои с наступающими немецкими войсками. Со 2 сентября остатки дивизии вели оборонительные бои на ближних подступах к Сталинграду.
8 сентября 1942 года в районе Верхней Ельшанки в ходе боя Василий Андреевич Глазков был тяжело ранен, а затем при попытке эвакуации с поля боя был убит.
Похоронен генерал-майор был изначально в Краснослободске Среднеахтубинского района. С 1957 года прах В. А. Глазкова покоится в земле сквера Комсомольского сада города Волгограда.
Автор гранитного памятника – архитектор И.К. Белдовский, барельеф выполнен скульптором Е. В. Вучетичем.
Указом Президиума Верховного Совета СССР от 23.09.1943 посмертно награждён орденом Ленина.

## Память

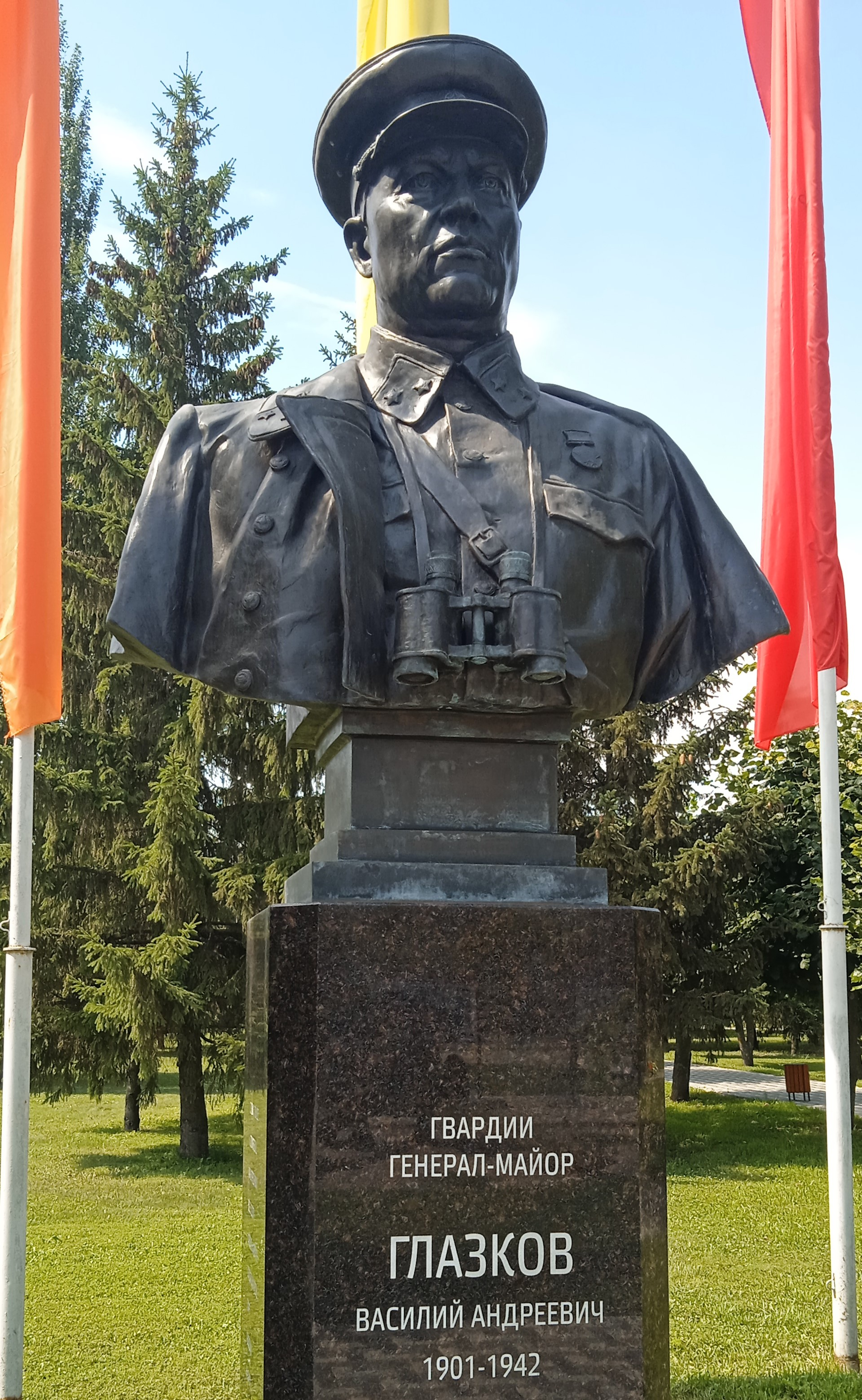
Бюст Василия Глазкова в Тамбове

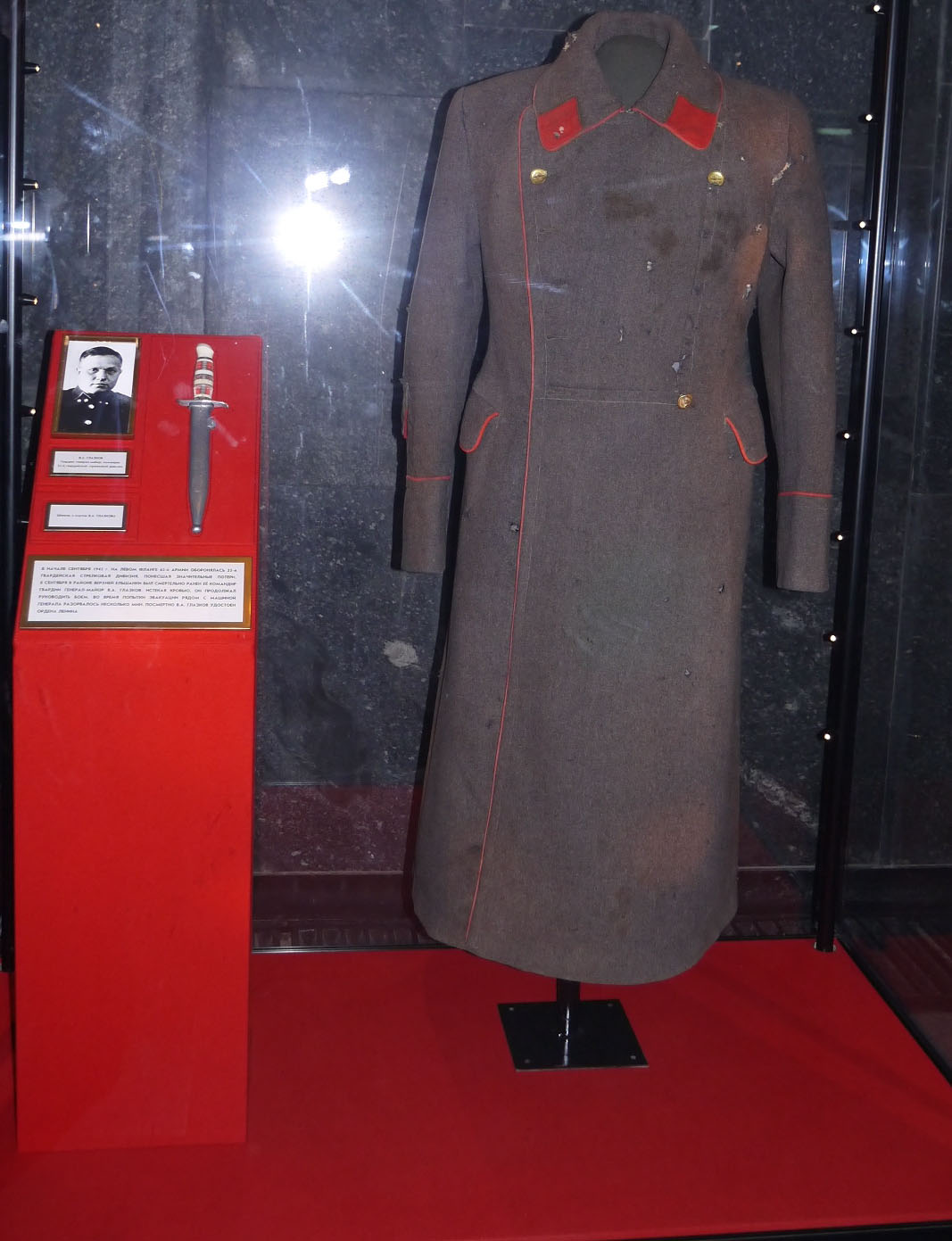
Шинель Василия Глазкова в музее обороны Сталинграда

- Именем генерала названа одна из улиц Волгограда[3] и Тамбова. В музее обороны Сталинграда хранится шинель генерал-майора В. А. Глазкова, имеющая 160 пулевых и осколочных пробоин.
- В Парке Победы города Тамбова установлен бюст[4].

## Награды
- Орден Ленина (23.09.1943, посмертно)[5]
- Юбилейная медаль «XX лет Рабоче-Крестьянской Красной Армии» (22.02.1938)